# Râul Grozea
Râul Grozea este un curs de apă, afluent al Râușorului. 